# Hoecheon-dong
Hoecheon-dong (koreanska: 회천동) är en stadsdel i kommunen Yangju i provinsen Gyeonggi i den nordvästra delen av Sydkorea, 30 km norr om huvudstaden Seoul.

## Indelning
Administrativt är Hoecheon-dong indelat i:
| Namn    | Namn                 | Yta km² | Invånare 31 dec 2020 |
| ------- | -------------------- | ------- | -------------------- |
| 회천1동 | Hoecheon 1(il)-dong  | 9,83    | 10 326               |
| 회천2동 | Hoecheon 2(i)-dong   | 11,15   | 27 778               |
| 회천3동 | Hoecheon 3(sam)-dong | 4,31    | 28 094               |
| 회천4동 | Hoecheon 4(sa)-dong  | 17,76   | 48 666               |